# Werner Schriefers
Werner Schriefers (* 23. Mai 1926 in Dülken, Niederrhein; † 20. Februar 2003 in Köln) war ein deutscher Maler, Designer und Hochschullehrer.

## Leben
Nach Kriegsabitur und Wehrmacht begann Schriefers 1946 an der Textilingenieurschule in Krefeld (heute Hochschule Niederrhein) das Studium der Textilkunst bei dem ehemaligen Bauhaus-Meister für Weberei Georg Muche. Er schloss bereits 1948 ab und wurde 1949, erst 22-jährig, von Jupp Ernst an die Werkkunstschule Wuppertal (heute Fachbereich Design der Bergischen Universität Wuppertal) in die Klasse für Flächenmusterung und Textilgrafik geholt.
In den 1950er-Jahren baute er die Abteilung Grundlagen der Gestaltung auf, wurde ihr Leiter und später stellvertretender Direktor.
1965 erfolgte die Berufung zum Direktor der Kölner Werkschulen als Nachfolger von Professor Friedrich Vordemberge, unter dessen Direktorat die Freie Kunst dominiert hatte. Schriefers setzte als Vorstandsmitglied des Deutschen Werkbunds seinen Schwerpunkt wieder mehr auf die Formgebung.
Er selbst übernahm als Professor für Malerei bis 1989 eine Meisterklasse im Fachbereich Kunst und Design an der Fachhochschule Köln und wurde im Jahr 1990 der 1. Vorsitzende des Deutschen Werkbunds (Nordrhein-Westfalen).
Seine umfangreiche „Design-Sammlung-Schriefers“ stiftete er 1987 der Universität Wuppertal und 2002 seine Werk- und Formensammlung dem erzbischöflichen Diözesanmuseum in Köln.

## Auszeichnungen
- 1985: Bundesverdienstkreuz 1. Klasse
- 1995: Verdienstorden des Landes Nordrhein-Westfalen

## Ausstellungen
Seit 1946 war Schriefers beteiligt an regelmäßigen Ausstellungen im In- und Ausland.
Arbeiten in öffentlichen Sammlungen
- Accademia Tedesca
- Villa Massimo, Roma
- Archivo Storico d´arte Contemporanee delle Biennale, Venezia
- Bauhaus-Archiv, Berlin
- Erzbischöfliches Diozesanmuseum, Köln
- Kaiser Wilhelm Museum, Krefeld
- Museum für Angewandte Kunst Köln
- Museum für Moderne Kunst, Braunschweig
- Museum Ludwig, Köln
- Städtische Galerie, Dillingen/Saar
- Städtische Galerie im Park Viersen
- Städtisches Museum, Mülheim/Ruhr
- Von der Heydt-Museum, Wuppertal